# Federica Mogherini

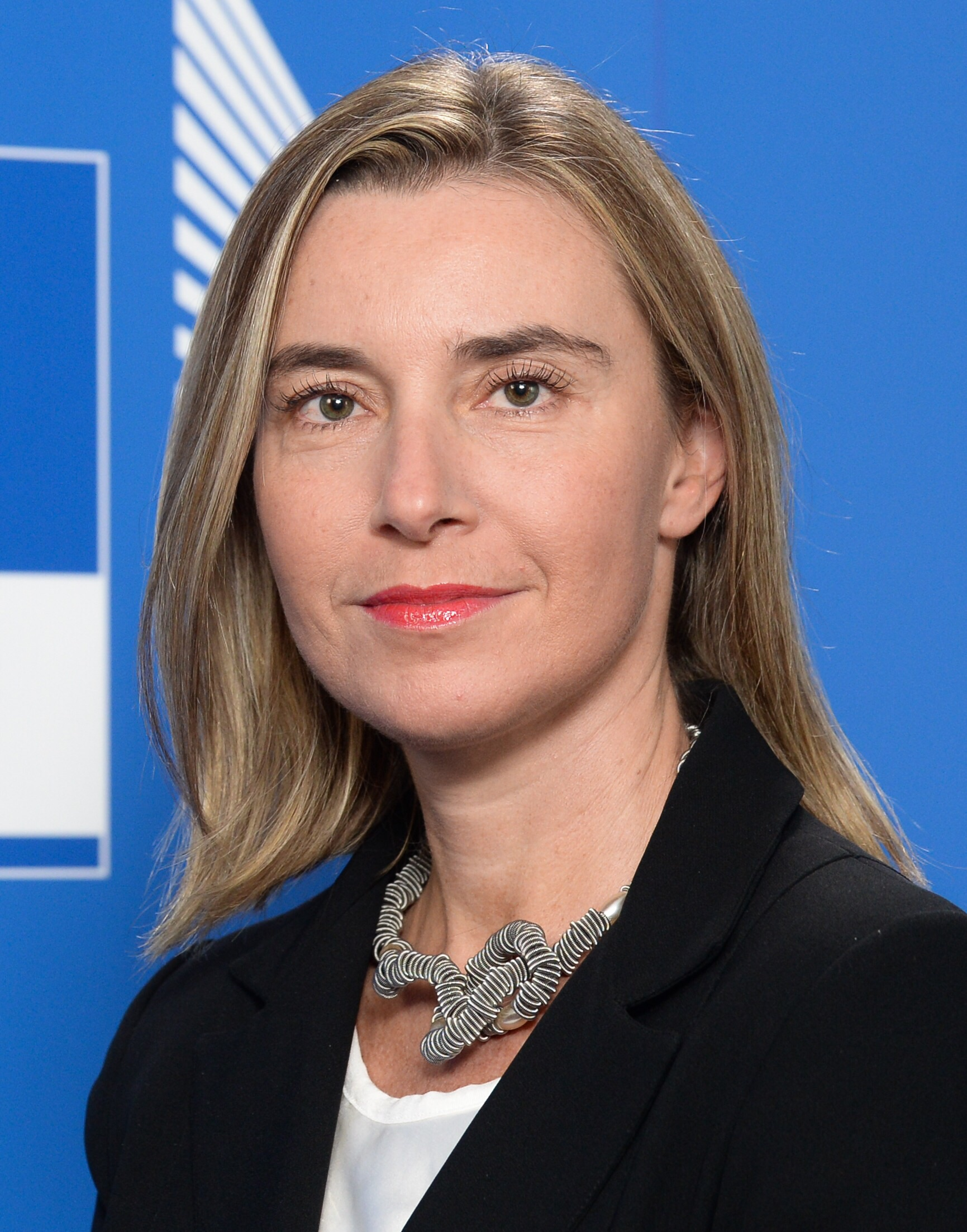
Federica Mogherini (2014)

Federica Mogherini (* 16. Juni 1973 in Rom) ist eine italienische Politikerin (PD/SPE) und war vom 22. Februar bis 31. Oktober 2014 Außenministerin Italiens sowie vom 1. November 2014 bis 30. November 2019 Hohe Vertreterin der EU für Außen- und Sicherheitspolitik. Seit dem 1. September 2020 ist sie Rektorin des College of Europe in Brügge.

## Ausbildung
Mogherini studierte Politikwissenschaft an der Universität La Sapienza in Rom und schloss mit einer Arbeit über das Verhältnis zwischen Religion und Politik im Islam ab. Anschließend absolvierte sie einen Erasmus-Aufenthalt ans Institut d’études politiques d’Aix-en-Provence  in Frankreich.

## Politische Karriere

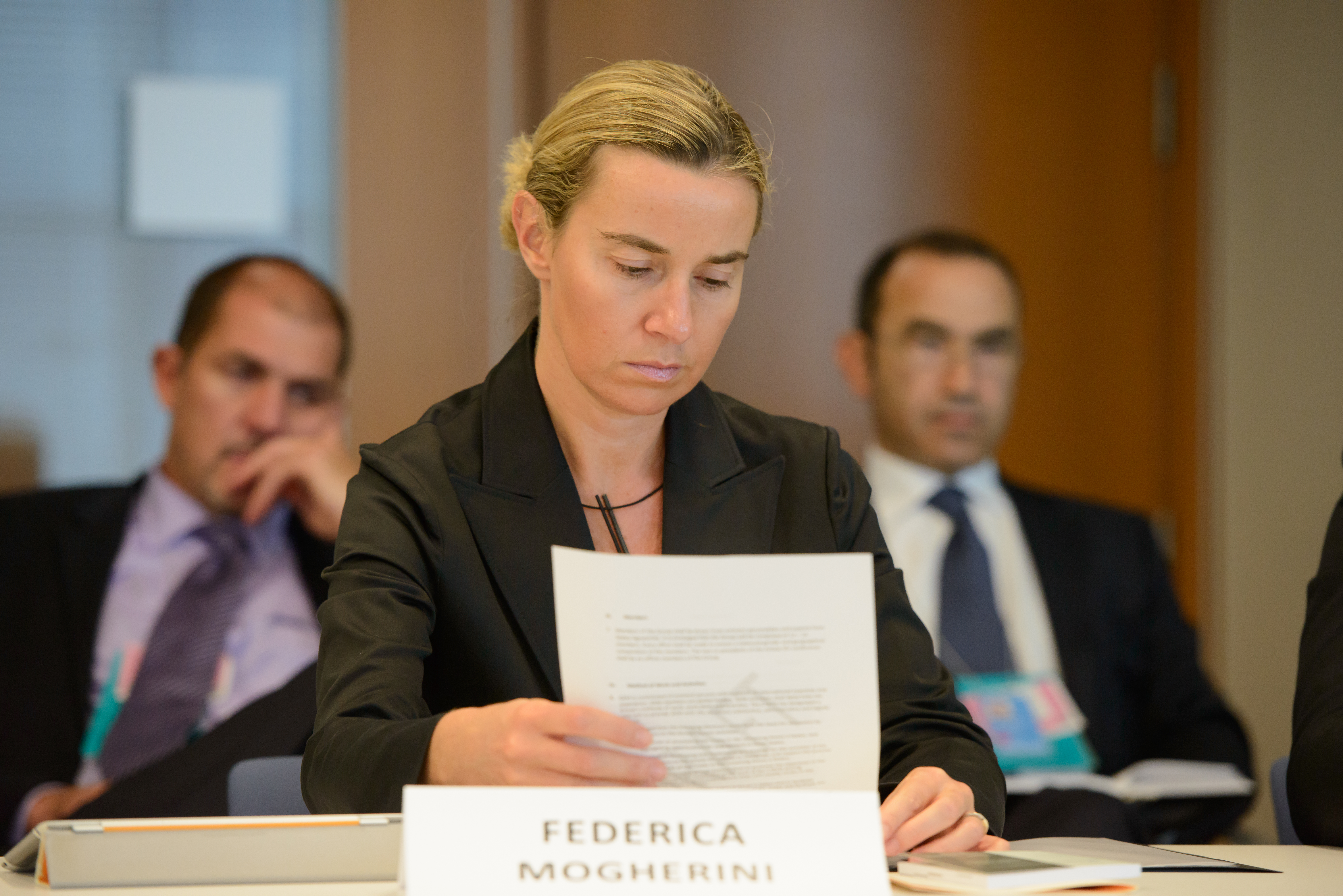
Als Vorsitzende der italienischen Delegation bei der Parlamentarischen Versammlung der NATO

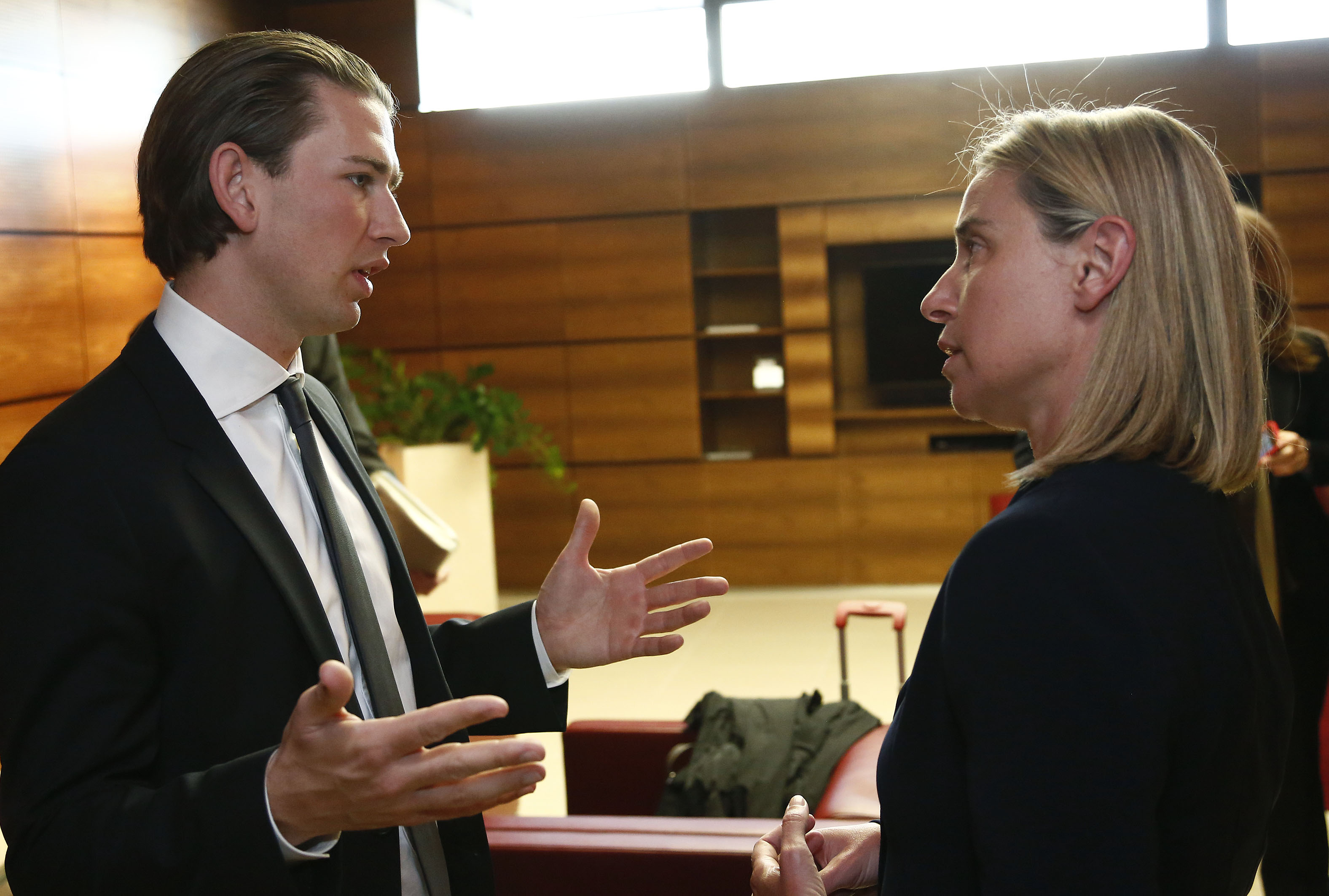
Als italienische Außenministerin trifft sie im Ministerkomitee des Europarates Österreichs Außenminister Sebastian Kurz

### Frühe Jahre
Mogherini trat 1988 der Federazione Giovanile Comunista Italiana (Jugendverband der Kommunistischen Partei Italiens) bei. 1996 trat sie der Jugendorganisation der Linksdemokraten (kurz DS, italienisch Democratici di Sinistra) bei. Von 1999 bis 2001 war sie stellvertretende Vorsitzende des Europäischen Zusammenschlusses Junger Sozialisten (kurz ECOSY, European Community Organisation of Socialist Youth). Ab 2001 war sie Mitglied im Parteirat der Linksdemokraten. Mogherini war dort schließlich für außenpolitische Angelegenheiten zuständig und pflegte unter anderem die Beziehungen zu den US-amerikanischen Demokraten.

### Als Abgeordnete
2008 zog sie für die Demokratische Partei in die italienische Abgeordnetenkammer ein, wo sie nach ihrer Wiederwahl 2013 in den Ausschüssen für Äußeres und Verteidigung tätig war. Ab Februar 2009 war sie im Parteivorstand des PD (Nachfolgepartei der Linksdemokraten) für Gleichberechtigung zuständig, ab Dezember 2013 für Europapolitik. Am 1. August 2013 übernahm sie den Vorsitz in der italienischen Delegation bei der Parlamentarischen Versammlung der NATO.

### Außenministerin Italiens
Am 22. Februar 2014 wurde Mogherini zur italienischen Außenministerin ernannt. Sie war nach Susanna Agnelli und Emma Bonino die dritte Frau, die dieses Amt bekleidete, und die mit Abstand jüngste. Unter ihrer Führung erreichte das italienische Außenministerium die Freilassung der Sudanesin Maryam Ibrahim.

### Hohe Vertreterin der EU für Außen- und Sicherheitspolitik

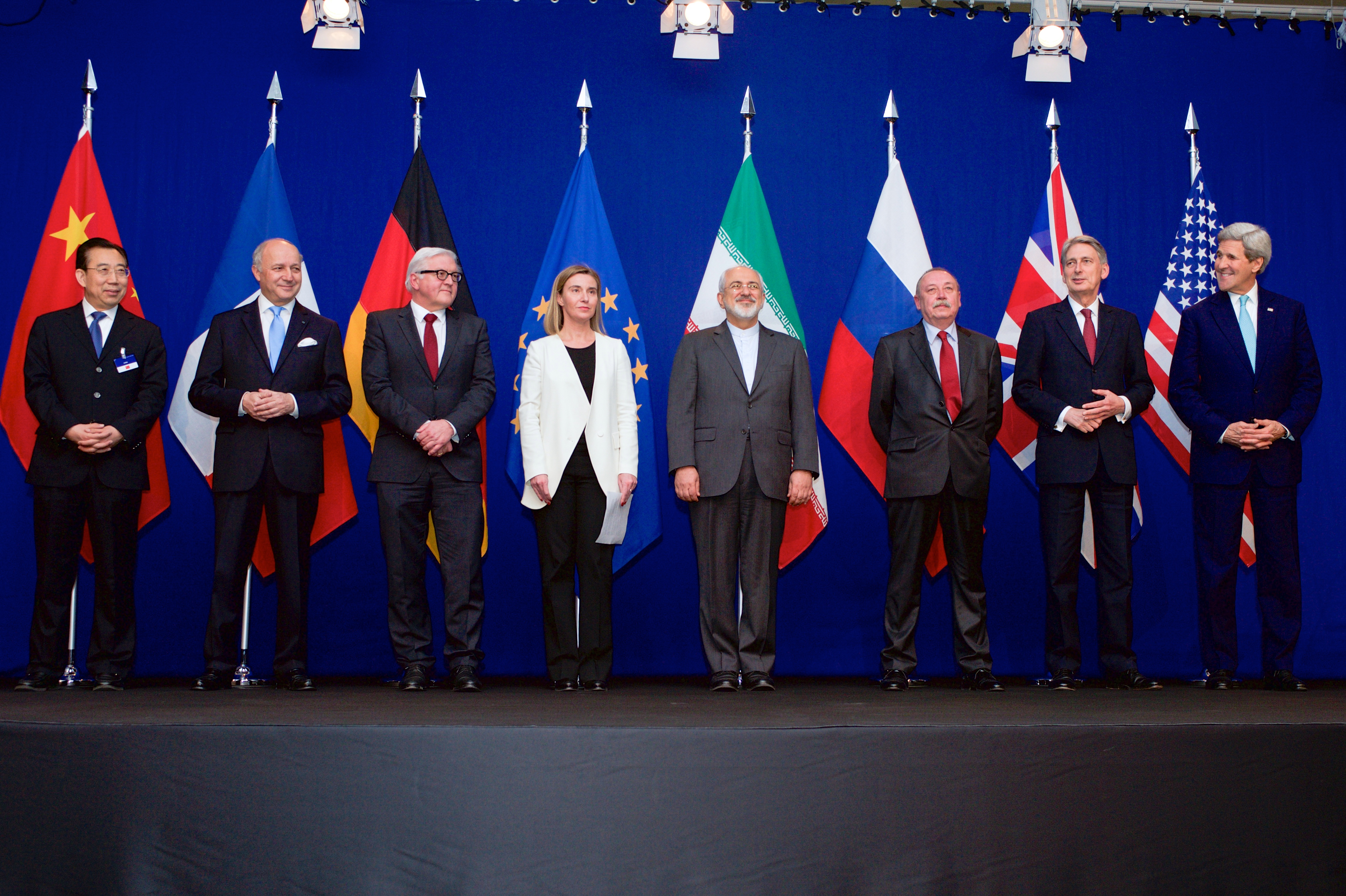
Als Hohe Vertreterin der EU für Außen- und Sicherheitspolitik bei den Verhandlungen mit dem Iran im Jahr 2015

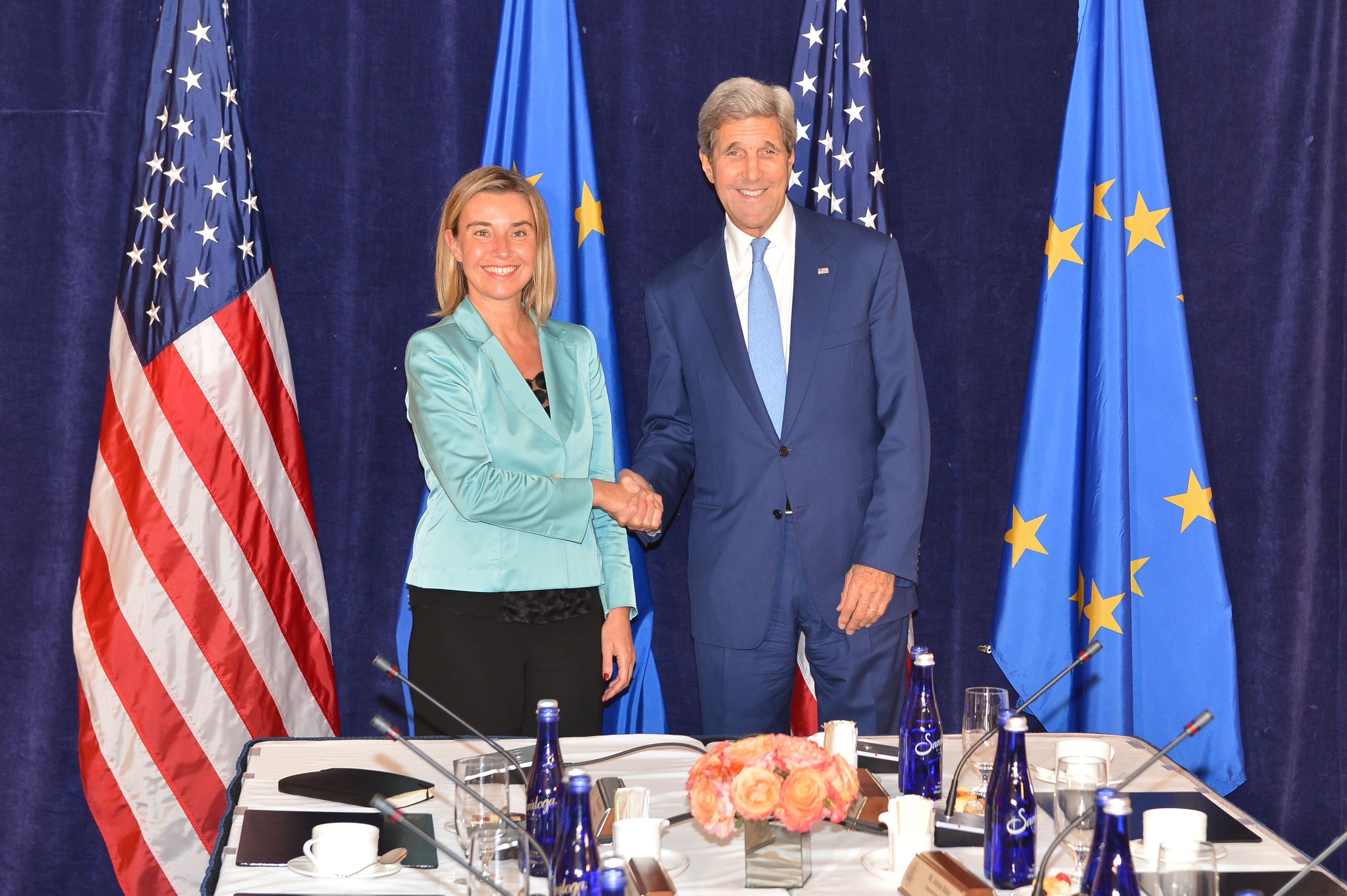
Treffen mit US-Außenminister John Kerry in New York 2015

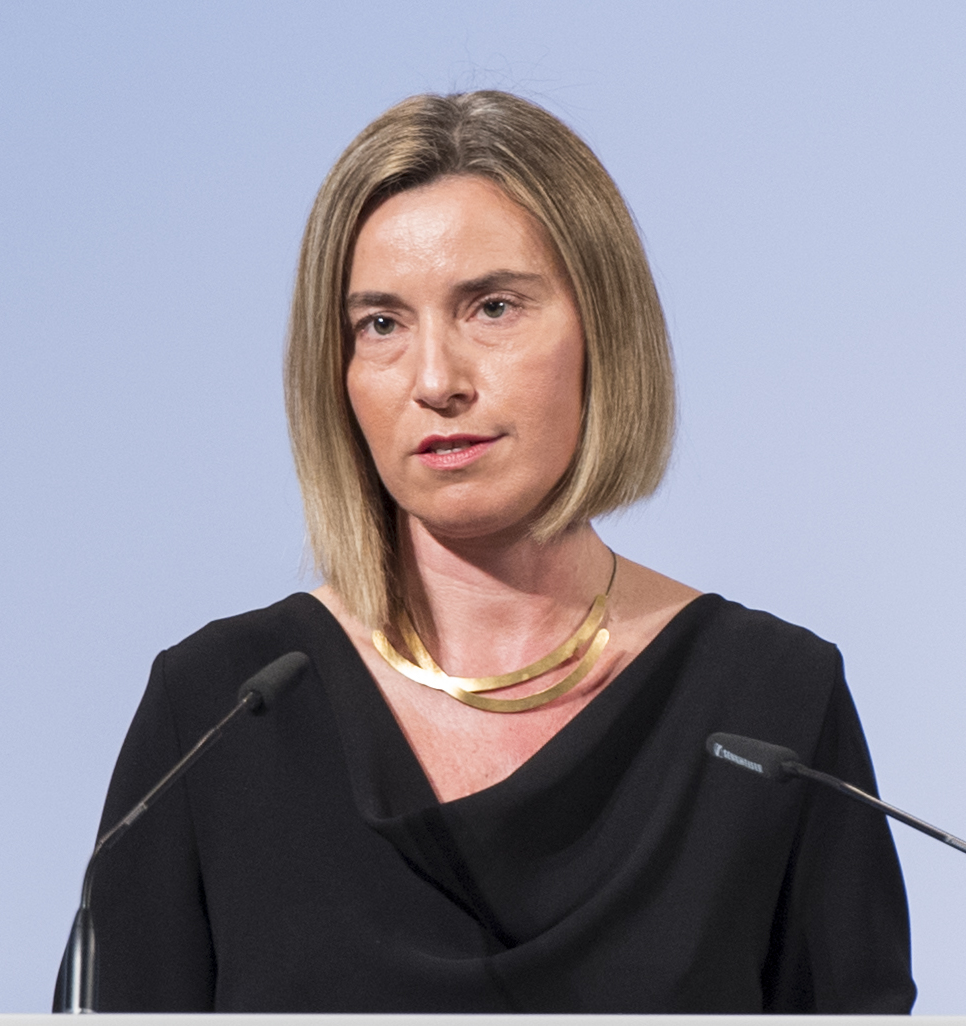
Mogherini während der 53. Münchner Sicherheitskonferenz 2017

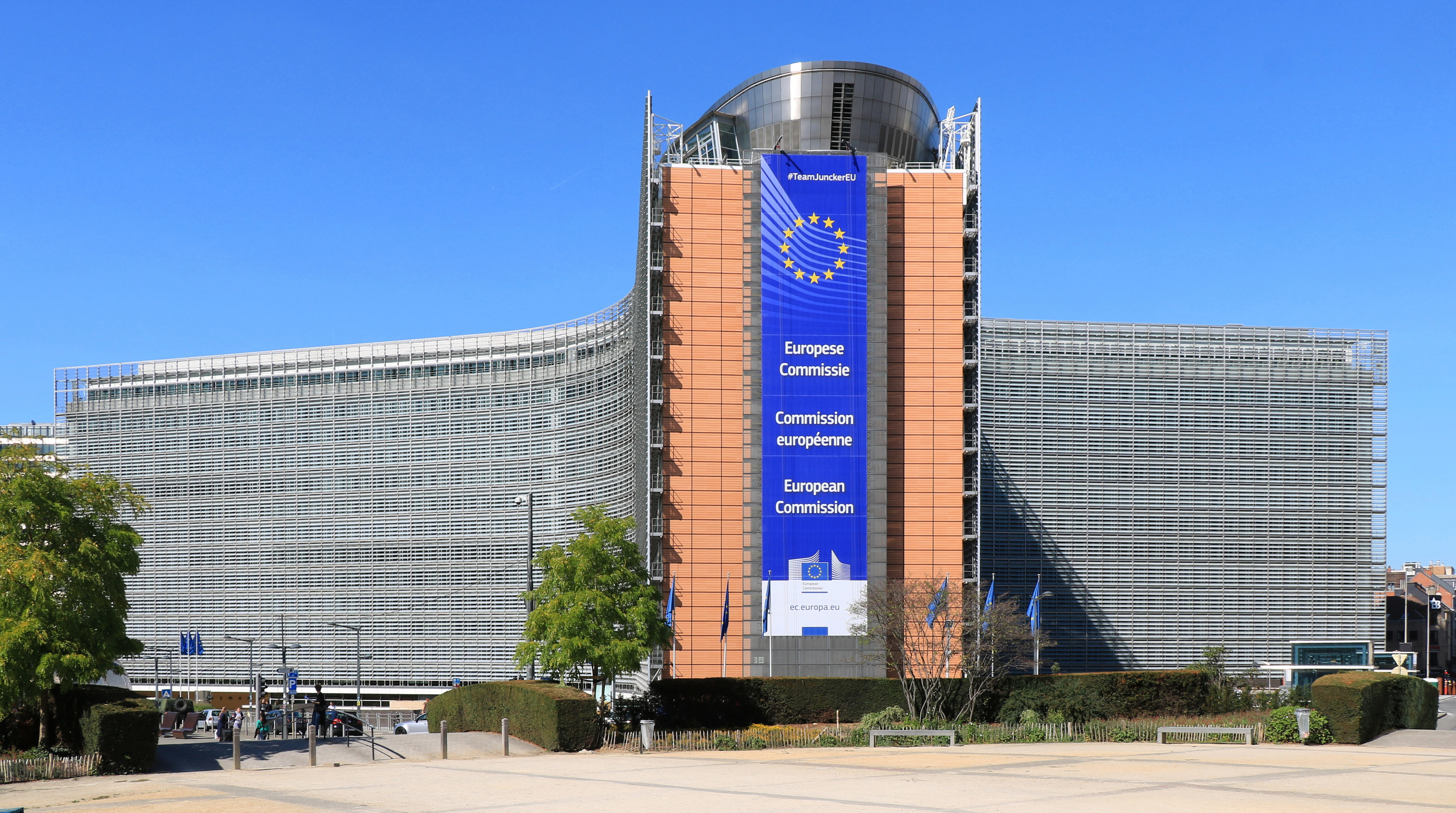
Die Europäische Kommission, deren Vizepräsidentin Mogherini von 2014 bis 2019 war

Am 2. August 2014 bestätigte der italienische Ministerpräsident Matteo Renzi formell die Kandidatur Italiens mit Federica Mogherini für das Amt der Hohen Vertreterin der EU für die Außen- und Sicherheitspolitik. Am 30. August 2014 wurde bekannt gegeben, dass sie die Nachfolge von Catherine Ashton in diesem Amt antreten soll. Gleichzeitig leitete sie den Europäischen Auswärtigen Dienst und ist eine von sieben Vizepräsidenten der Europäischen Kommission. Am 22. Oktober 2014 wurde sie mit den anderen Mitgliedern der Kommission Juncker vom Europaparlament gewählt und trat ihr Amt am 1. November an.
Am 8. Dezember 2014 reiste Mogherini mit den EU-Kommissaren für Humanitäre Hilfe Christos Stylianides und EU-Nachbarschaftspolitik Johannes Hahn nach Istanbul, um gemeinsam mit der türkischen Regierung die weitere Zusammenarbeit zwischen der EU und der Türkei zu koordinieren.
Nachdem die EU die neue ukrainische Regierung mit einem Milliardenprogramm unterstützt hatte, drängte sie die Ukraine, die versprochenen Reformen umzusetzen. Bei einem Treffen mit ukrainischen Regierungsvertretern machte sie klar, dass die EU keine weiteren Hilfen auszahlen werde, wenn die Regierung nicht die notwendigen Reformen zum Aufbau eines Rechtsstaats vornehme.
Im Dezember 2014 traf Mogherini US-Außenminister John Kerry zu Gesprächen im Rahmen des EU-US-Energierats. Die Sitzungen, von denen die letzte in Brüssel stattfand, waren Teil der politischen und praktischen Reaktion auf die Krise in der Ukraine. Federica Mogherini machte sich gegenüber John Kerry für die Aufnahme eines Energiekapitels in das Transatlantische Freihandelsabkommen (TTIP) stark.
Am 4. März 2015 gab sie gemeinsam mit Erweiterungskommissar Johannes Hahn den Startschuss der Konsultationen zur zukünftigen EU-Nachbarschaftspolitik.
Bis Mitte Juli 2015 schloss sie die Verhandlung mit der Islamischen Republik Iran als mitverantwortliche Verhandlungsführerin erfolgreich ab. Als Ergebnis hoben die USA, die EU und die Vereinten Nationen zuvor verhängte Sanktionen auf. Im Gegenzug stimmte der Iran einer langfristigen Drosselung seines Nuklearprogramms zu.
Ende September 2015 kündigte die EU-Außenbeauftragte eine Ausweitung des Militäreinsatzes gegen Schlepper im Mittelmeer an, um kriminelle Schleuser wirksamer zu bekämpfen.
In ihrer Grundsatzrede zur neuen globalen Strategie für die Europäische Union im Juni 2016, legte sie fünf Prioritäten fest: Sicherheit, staatliche und gesellschaftliche Widerstandskraft im Osten und Süden der EU, ein integrierter Ansatz in der Konfliktbewältigung, kooperative Regionalstrukturen und eine „Global Governance“ des 21. Jahrhunderts. Sie setzt damit den Fokus ihrer Außenpolitik vermehrt auf Soft Power, Pragmatismus und maßgeschneiderte Lösungen sowie regionale Governance.
Zusammen mit EU-Kommissar Johannes Hahn machte sie im Juli 2016 bezüglich des Ausnahmezustand in der Türkei nach dem Putschversuch deutlich, dass dieser „nicht zum Vorwand genommen werden darf, die Meinungsfreiheit noch weiter einzuschränken  und Kritiker oder Andersdenkende zu kriminalisieren und zu verfolgen. Das Recht jedes Individuums auf eine objektive Untersuchung der Vorwürfe und auf einen fairen Prozess muss gewährleistet sein.“
Sie schied am 30. November 2019 mit dem Ende der Kommission Juncker aus dem Amt. Ihr Nachfolger wurde Josep Borrell.

## Positionen

### Russland
Im Januar 2015 verbreitete Mogherini unter den Außenministern der EU ein Diskussionspapier, in dem eine Wiederannäherung der EU an Russland untersucht wurde. Darin wurde auch ein Weg beschrieben, die Internationalen Sanktionen gegen Russland zu reduzieren. Der Vorschlag erntete harsche Reaktionen aus dem Vereinigten Königreich und Polen, während gleichzeitig die Kämpfe in der Ukraine an Schärfe zunahmen.
Im Februar 2017 sagte Mogherini, dass „so lange das Minsker Abkommen nicht vollständig implementiert ist, die Sanktionen [gegen Russland] Bestand haben werden“. Im März 2017 veröffentlichten Dutzende Journalisten, Analysten und Politiker einen offenen Brief an Mogherini, der vom European Values Think-Tank angestoßen worden war. Darin kritisierten sie Mogherinis Reaktion auf die russische Politik. Hiernach versuche sie zu vermeiden, Russland als den Hauptverursacher „feindlicher Desinformation“ zu benennen. Sie warfen Mogherini außerdem vor, Russlands Aggressionen beständig abzuwiegeln.
Am 24. April 2017 traf Mogherini auf einer Russlandreise offiziell ihren russischen Amtskollegen Sergei Lawrow. Dabei diskutierten sie die Umsetzung des Minsk-Abkommens, die Annexion der Krim, Homophobie in Russland und die Diskriminierung Tschetscheniens. Mogherini bekundete, dass sie eine Politik der Kooperation statt der Konfrontation unterstütze.

## Privates
Mogherini ist die Tochter des Regisseurs Flavio Mogherini. Sie ist mit Matteo Rebesani, einem ehemaligen persönlichen Referenten des früheren Bürgermeisters von Rom, Walter Veltroni, verheiratet und hat zwei Töchter.
Neben ihrer Muttersprache Italienisch spricht sie fließend Französisch und Englisch und verfügt über gute Spanischkenntnisse.

## Auszeichnungen
- 2014: Großkreuz des Ordens von San Marino
- Großoffizier des Verdienstordens der Italienischen Republik
- 2016: Internationaler Demokratiepreis Bonn[27]
- 2016: Hessischer Friedenspreis[28]
- 2017: Kaiser-Otto-Preis der Stadt Magdeburg
- 2019: Theodor-Wanner-Preis
- 2021: Mitglied der American Academy of Arts and Sciences